# Damien Tussac
Pas d'image ? Cliquez ici

a Compétitions nationales et continentales officielles uniquement.

b Matchs officiels uniquement.
Dernière mise à jour le 23 octobre 2023.
Damien Tussac, né le 2 janvier 1988 à Avignon (Vaucluse), est un joueur international allemand d'origine française de rugby à XV qui joue au poste de pilier droit.

## Biographie
Damien Tussac joue chez les jeunes à La Valette-du-Var, au Stade toulousain et au SC Albi avant de rejoindre le Rugby club toulonnais en 2008. Lors de la saison 2009-2010, il fait des apparitions en équipe première en championnat et en Challenge européen mais il est encore joueur espoir. De nationalité française, Tussac a une grand-mère allemande et choisit donc de représenter l'équipe d'Allemagne. Il obtient sa première cape internationale le 7 février 2009. En décembre 2009, il signe un nouveau contrat avec Toulon jusqu'en 2013. Tussac fait ses débuts professionnels avec le rugby club toulonnais lors de la saison 2010-2011 lors d'une victoire 43-12 le 23 avril 2011, contre l'USA Perpignan. Il joue aussi en Coupe d'Europe, également contre les Catalans. Ne parvenant pas à avoir suffisamment de temps de jeu, il rejoint le club anglais de Leeds Carnegie.
Le 23 février 2018, son club annonce qu'à la suite d'un examen des cervicales, Tussac a été déclaré inapte à la pratique du rugby et met donc un terme à sa carrière.
Malgré le fait qu'il n'a pas joué les phases finales, il fait partie du groupe qui remporte le Top 14 en 2018 avec le Castres olympique.

## Statistiques en équipe nationale
- 7 sélections
- Sélections par années : 2 en 2009, 3 en 2010
- Participation à la coupe du monde : néant.